# غريغ هاموند
غريغ هاموند (بالإنجليزية: Greg Hammond)‏ (10 مايو 1967 - ) هو لاعب كرة طائرة أسترالي. شارك في الألعاب البارالمبية الصيفية 2000 والألعاب البارالمبية الصيفية 1984 والألعاب البارالمبية الصيفية 1988.